# Kristi Castlin

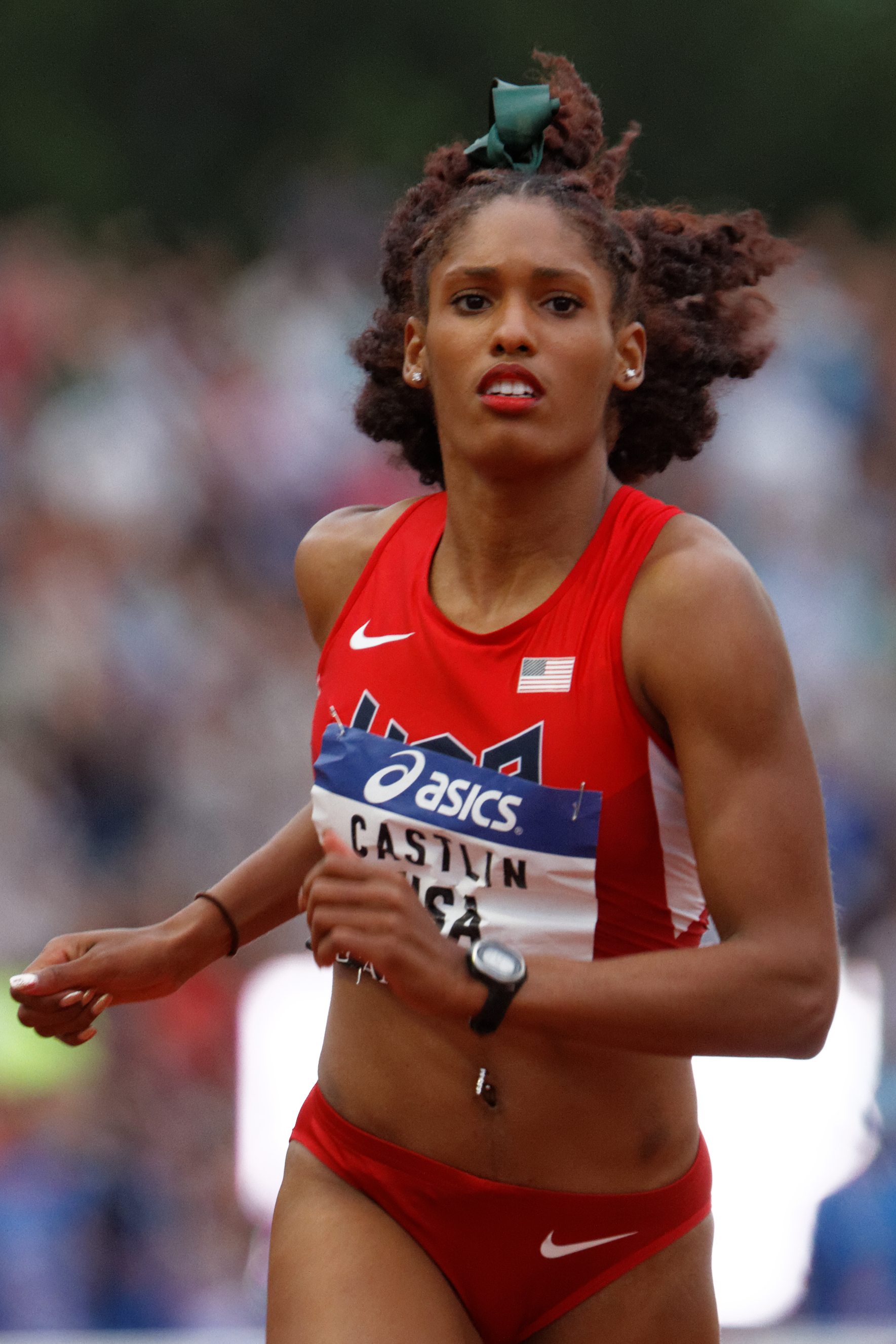
Kristi Castlin (2014)

Kristi Castlin (* 7. Juli 1988 in Atlanta) ist eine US-amerikanische Leichtathletin, die sich auf den 100-Meter-Hürdenlauf spezialisiert hat.
Ihren ersten internationalen Auftritt hatte sie im Jahr 2007, als sie bei den Panamerikanischen Spielen der Junioren in São Paulo die Goldmedaille gewann. Mit ihrer Zeit von 13,02 Sekunden lag sie deutlich vor ihrer Landsmännin Queen Harrison, die 13,20 Sekunden brauchte.
In der Folgezeit versuchte sie zweimal vergeblich, sich für die Olympischen Spiele zu qualifizieren. Erst im dritten Anlauf klappte es. 2016 in Rio de Janeiro gewann sie sowohl ihren Vorlauf als auch ihr Halbfinale, wo sie mit Zeiten von 12,68 und 12,63 Sekunden aufhorchen ließ. Im Finale konnte sie sich nochmals steigern und gewann mit 12,61 Sekunden die Bronzemedaille hinter ihren beiden Landsfrauen Brianna Rollins und Nia Ali.